# Loci communes
Loci communes neboli Loci communes rerum theologicarum seu hypotyposes theologicae je dílo luterského teologa Philippa Melanchthona, které vydal poprvé v latině koncem roku 1521. Představuje první dogmatickou příručku luterství.
Přepracovaná vydání vyšla v letech 1535, 1543 a 1559, přičemž byl i pozměněn název díla na Loci praecipui theologici.
První vydání knihy bylo založeno na základních myšlenkách Listu Římanům. Martin Luther si jí velice cenil, a zřejmě díky její existenci nepovažoval za nutné, aby sám vyložil systematickou teologii.